# Écluse de Guerre
- Écluses du Canal du Midi

L'écluse de Guerre est une écluse à chambre unique du canal du Midi. Construite vers 1674, elle se trouve à 70,6 km de Toulouse à 141 m d'altitude. Les écluses adjacentes sont l'écluse de la Peyruque à l'est et l'écluse de Saint-Sernin, à l'ouest.
Elle est située sur la commune de Saint-Martin-Lalande dans le département de l'Aude en région Occitanie.

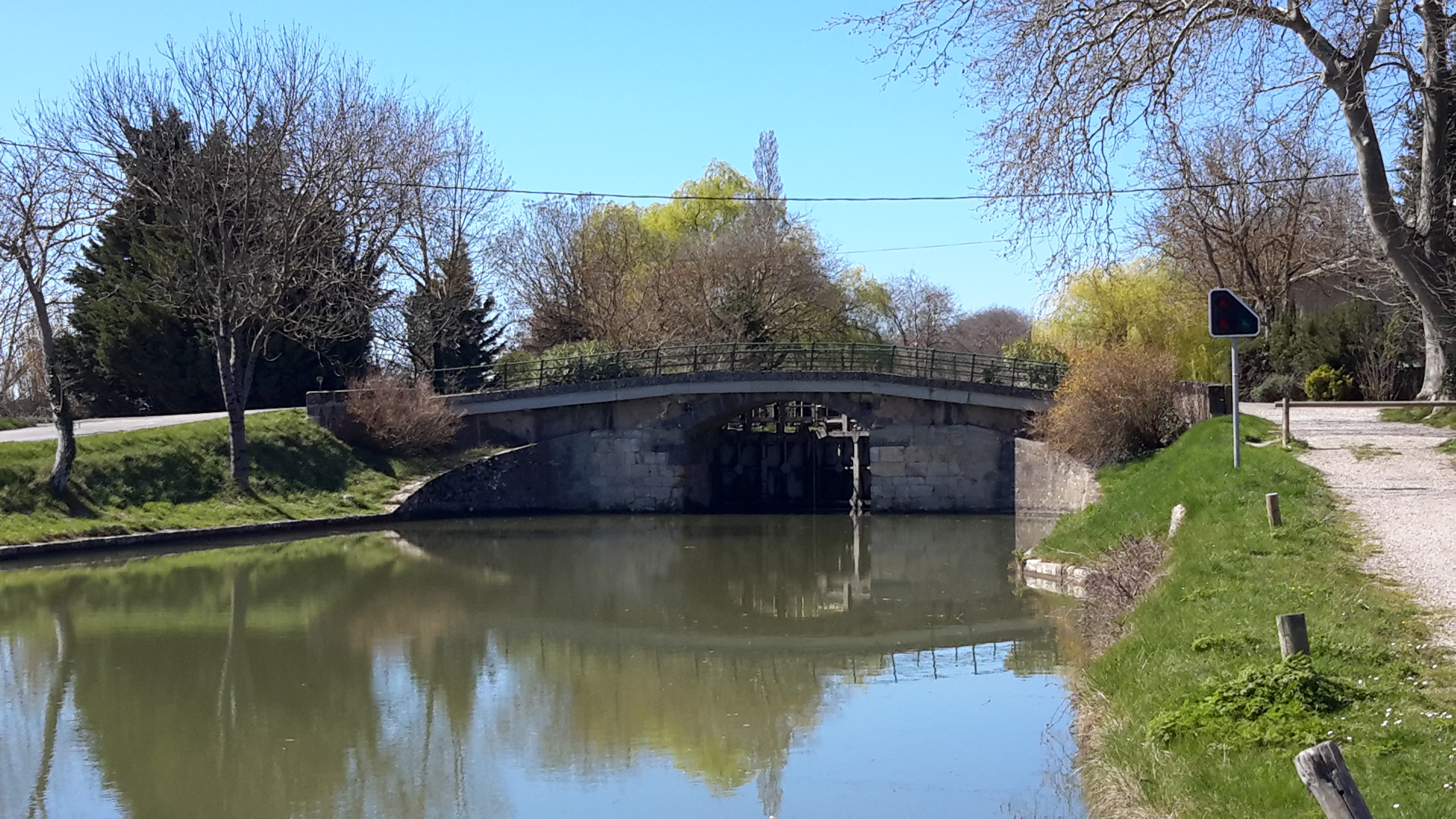